# Manoir de Crawford
Le manoir de Crawford est une demeure de style classique rustique, situé sur la commune de Sauzon, sur l'île de Belle-Île-en-Mer. à environ 1 kilomètre au Sud du bourg.

## Description
Logis rectangulaire de deux étages et un étage semi-mansardé, avec cinq travées sur la façade nord, trois sur la façade sud, et deux ailes en appentis. L'ensemble est couvert en ardoises carrées. Les écuries se trouvaient au rez-de-chaussée comme c'est l'usage en Écosse. 
On accède au manoir par une cour fermée, bordée de communs.
Le corps de logis qui est de type rustique, sans monumentalité ni ornementation, paraît avoir été construit ou fortement remanié au XIXe siècle. Il existait à l'origine une tour carrée qui s'est effondrée par la suite.

## Histoire
Le domaine, qui s'appelait Bordelouch, a pris après 1761 le nom francisé en Crawford du brigadier-général anglais John Craufurd (1715-1764) auquel il a été donné en fief par le roi Louis XV, par l'entremise du Duc d'Aiguillon, gouverneur de Bretagne, afin de le remercier de sa bonté envers ses sujets habitants de Belle-Île-en-Mer, comme gouverneur lors de l'occupation de l'île. 
Après la reddition de la citadelle de Belle-Île-en-Mer, pendant deux années, du 4 avril 1761 au 10 mai 1763, les Bellilois vivent sous l'autorité anglaise qui, au début compte un corps d'occupation de 17 800 hommes de toutes armes, pour une population qui ne dépasse pas 5 000 habitants. L'autorité du Général Hodgson est dure à supporter : « Il s'empare des meubles des bourgeois pour son usage, des outils des ouvriers, des bestiaux des laboureurs et met ensuite les uns et les autres dehors » rapporte le Duc d'Aiguillon à Choiseul.
Le gouvernement de Crawford est plus humain et dote l'île des grandes routes reliant Le Palais à Locmaria et à Sauzon. Crawford est relevé le 17 mars 1762 par le brigadier général Lambert, qui est lui-même remplacé par le Colonel Forester, du régiment de Stuart. « C'est tout de même avec soulagement que les Bellilois apprennent en 1763 la signature du traité de Paris » qui restitue Belle-Île à la France en échange de Minorque.
Le 10 et le 11 avril 1763, il arriva en rade treize vaisseaux de transport et une frégate pour l'évacuation de la place, et le transport en Angleterre de toutes les troupes formant la garnison. Ils restèrent trois jours devant Palais, et, le 10 mai, le gouverneur et les autres chefs de corps s'embarquèrent aussi, après avoir remis la place à M. de Warren, maréchal des camps, commandant l'île, et au régiment de Vivarais.
Crawford n'a séjourné qu'un an et demi sur l'île, il a ensuite été nommé en mars 1762 au Portugal, puis en avril 1764 gouverneur de Berwick, puis en juin 1764 gouverneur de Minorque où il est mort.
Ce manoir fut également la propriété du général Neumayer par son mariage en 1848 avec Prudence Trochu.

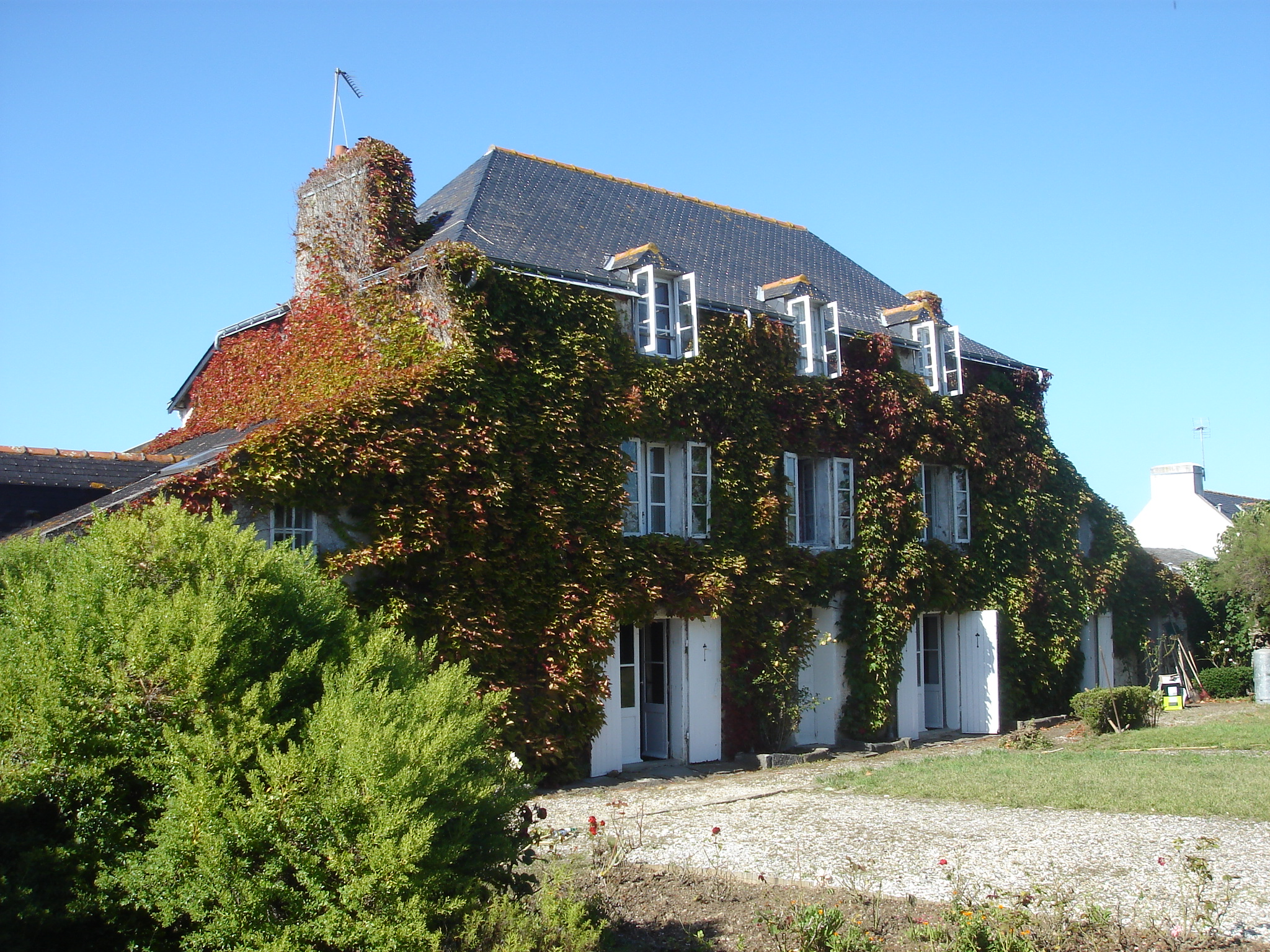
Façade Sud.

## Visites
Cette demeure privée ne se visite pas.